# Trifu Măcșer
Trifu Măcșer (n. 1896, Hobița, Comitatul Hunedoara, Regatul Ungariei – d. 1964) a fost un deputat în Marea Adunare Națională de la Alba Iulia, organismul legislativ reprezentativ al „tuturor românilor din Transilvania, Banat și Țara Ungurească”, cel care a adoptat hotărârea privind Unirea Transilvaniei cu România, la 1 decembrie 1918.:p. 77

## Biografie
Trifu Măcșer a fost plugar, înrolat în armata austro-ungară, iar după unire a fost miner la Lupeni.:p. 210

## Activitate politică

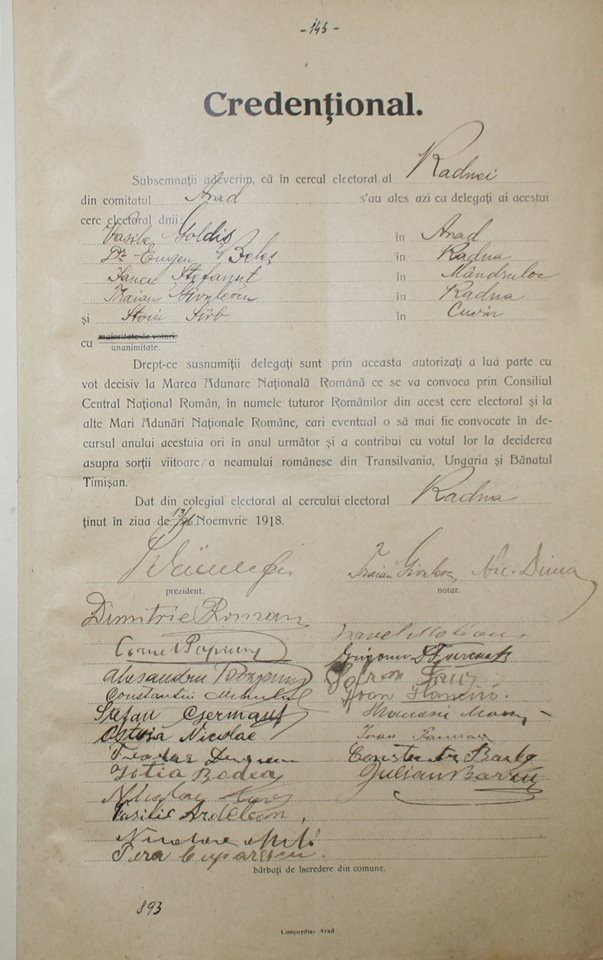
Credențional

În Adunarea Națională din 1 decembrie 1918 a reprezentat ca delegat ales cercul electoral Hațeg.:p. 210